# OCP Art Studio
OCP Art Studio — графический редактор, разработанный Oxford Computer Publishing (OCP) и выпущенный Rainbird Software в 1985 году для компьютеров Amstrad CPC, Commodore 64, Atari ST и ZX Spectrum.
Для редактирования можно было использовать клавиатуру, джойстик и, что было новым для того времени, «мышь».
Программа также поставлялась в комплекте с разными манипуляторами типа «мышь» (AMX Mouse, Kempston Mouse).
Программа поставлялась в виде дистрибутива, позволявшего произвести выбор и настройку используемого оборудования (устройств управления и принтеров) и других параметров, после чего пользователю предлагалось сохранить настроенную программу на кассету или микродрайв.
Оригинальная версия программы была защищена с помощью защиты Lenslok. Настроенные версии программы сохранялись уже без защиты, поэтому такие копии получили широкое распространение.

## Advanced Art Studio
В 1986 году была также выпущена программа Advanced Art Studio для ZX Spectrum 128K. Дополнительная память машины использовалась как RAM-диск. Кроме того, появилась возможность сохранять фрагменты рабочего рисунка в библиотеке-хранилище для повторного использования («Scrapbook»).
Advanced Art Studio также выпускалась для Amstrad CPC и Atari ST.